# Dyscophellus
Dyscophellus là một chi bướm ngày thuộc họ Bướm nâu.